# Lepidopilidium aureo-purpureum
Lepidopilidium aureo-purpureum är en bladmossart som beskrevs av Brotherus 1907. Lepidopilidium aureo-purpureum ingår i släktet Lepidopilidium och familjen Hookeriaceae. Inga underarter finns listade i Catalogue of Life.